# ذاریات
سوره ذاریات سوره ۵۱ از قرآن است، ۶۰ آیه دارد و سوره‌ای مکی است. محتوای این سوره در مورد معاد، توحید نشانه‌های خدا در جهان، و داستان پیامبران مختلف برای دعوت پیامبر اسلام به استقامت در برابر مخالفانش است. از جملهٔ این داستان‌ها، داستان فرشتگان مهمان ابراهیم که برای مژده به او و همسرش سارا بر فرزنددار شدنشان مأمور شده‌بودند است. این سوره برای عبرت گرفتن از عاقبت بدکاران توصیه می‌شود